# Велюнська сільська рада
Велю́нська сільська́ ра́да — орган місцевого самоврядування в Дубровицькому районі Рівненської області. Адміністративний центр — село Велюнь.

## Загальні відомості
- Велюнська сільська рада утворена в 1993 році.
- Територія ради: 30,55 км²
- Населення ради: 740 осіб (станом на 2016 рік)
- Водоймища на території, підпорядкованій даній раді: річка Горинь, озеро Близьнюки, Карасин та інші.

## Історія
13 жовтня 1993 року Рівненська обласна Рада народних депутатів ухвалила рішення про утворення Велюнської сільської ради з центром у селі Велюнь і підпорядкування їй села Загребля, що до цього перебувало у складі Миляцької сільської ради (постанова опублікована 16 грудня 1993 року).

## Населені пункти
Сільській раді підпорядковані населені пункти:
- с. Велюнь
- с. Загребля

## Населення
Станом на 1 січня 2011 року населення сільської ради становило 784 особи. У 2017 році населення сільської ради становило 788 осіб.
За переписом населення України 2001 року в сільській раді мешкало 847 осіб.

### Мова
Розподіл населення за рідною мовою за даними перепису 2001 року:
| Мова       | Відсоток |
| ---------- | -------- |
| українська | 99,42 %  |
| російська  | 0,35 %   |
| білоруська | 0,23 %   |

### Вікова і статева структура
Структура жителів сільської ради за віком і статтю (станом на 2011 рік):
| Вік   | Чоловіків | Жінок | Разом |
| ----- | --------- | ----- | ----- |
| 0-17  | 93        | 78    | 171   |
| 18-39 | 129       | 112   | 241   |
| 40-59 | 99        | 63    | 162   |
| 60+   | 74        | 136   | 210   |
| Разом | 395       | 389   | 784   |

### Соціально-економічні показники
| Працездатне населення | Працездатне населення | Працездатне населення | Працездатне населення | Працездатне населення | Працездатне населення | Непрацездатне населення | Непрацездатне населення | Непрацездатне населення | Непрацездатне населення | Непрацездатне населення | Непрацездатне населення | Все населення |
| Чоловіки              | Чоловіки              | Жінки                 | Жінки                 | Разом                 | Разом                 | Чоловіки                | Чоловіки                | Жінки                   | Жінки                   | Разом                   | Разом                   | 784           |
| ос.                   | %                     | ос.                   | %                     | ос.                   | %                     | ос.                     | %                       | ос.                     | %                       | ос.                     | %                       | 784           |
| --------------------- | --------------------- | --------------------- | --------------------- | --------------------- | --------------------- | ----------------------- | ----------------------- | ----------------------- | ----------------------- | ----------------------- | ----------------------- | ------------- |
| 209                   | 26                    | 170                   | 21                    | 379                   | 47                    | 125                     | 15                      | 176                     | 22                      | 301                     | 37                      | 784           |

| Зайняті  | Зайняті  | Зайняті | Зайняті | Зайняті | Зайняті | Безробітні | Безробітні | Безробітні | Безробітні | Безробітні | Безробітні | Все населення |
| Чоловіки | Чоловіки | Жінки   | Жінки   | Разом   | Разом   | Чоловіки   | Чоловіки   | Жінки      | Жінки      | Разом      | Разом      | 784           |
| ос.      | %        | ос.     | %       | ос.     | %       | ос.        | %          | ос.        | %          | ос.        | %          | 784           |
| -------- | -------- | ------- | ------- | ------- | ------- | ---------- | ---------- | ---------- | ---------- | ---------- | ---------- | ------------- |
| 20       | 3        | 31      | 46      | 51      | 47      | 138        | 20         | 131        | 19         | 269        | 40         | 784           |

| Дорослі | Діти | Пенсіонери | Інваліди Німецько-радянської війни | Учасники бойових дій | Інваліди всіх груп і категорій | Люди, які обслуговуються служб. соц. допом. на дому | Неповні сім'ї | Діти з неповних сімей | Багатодітні сім'ї | Діти з багатодітних сімей | Діти-інваліди | Діти-сироти | Одинокі багатодітні матері |
| ------- | ---- | ---------- | ---------------------------------- | -------------------- | ------------------------------ | --------------------------------------------------- | ------------- | --------------------- | ----------------- | ------------------------- | ------------- | ----------- | -------------------------- |
| 614     | 204  | 290        | -                                  | 3                    | 45                             | 37                                                  | 4             | 7                     | 11                | 39                        | 6             | -           | 1                          |

## Вибори
Станом на 2011 рік кількість виборців становила 607 осіб.

## Склад ради
Рада складається з 12 депутатів та голови.
- Голова ради: Наумець Олена Михайлівна
- Секретар ради: Федорова Наталія Петрівна

### Керівний склад попередніх скликань
| Прізвище, ім'я, по батькові   | Основні відомості                                                                                  | Дата обрання | Дата звільнення |
| ----------------------------- | -------------------------------------------------------------------------------------------------- | ------------ | --------------- |
| Гнедько Володимир Олексійович | Сільський голова, 1959 року народження, освіта вища, член Всеукраїнського об'єднання «Батьківщина» | 26.03.2006   | 31.10.2010      |
| Гнедько Володимир Олексійович | Сільський голова, 1959 року народження, освіта вища, безпартійний                                  | 31.10.2010   | 31.03.2015      |

Примітка: таблиця складена за даними сайту Верховної Ради України